# اتفاقية الجماعة الأوروبية للطاقة الذرية
اتفاقية يوراتوم (بالإنجليزية Euratom Treaty)، رسميا اتفاقية إنشاء الجماعة الأوروبية للطاقة الذرية، هي الاتفاقية التي أنشئت الجماعة الأوروبية للطاقة الذرية. تم توقيعها في 25 مارس 1957 في نفس وقت توقيع اتفاقية روما (التي أنشئت الجماعة الاقتصادية الأوروبية).
اتفاقية يوراتوم غير معروفة بشكل جيد بسبب انخفاض مستوى المنظمة التي أسستها. تطورت الجماعة الاقتصادية الأوروبية إلى ما يُعرف الآن بالاتحاد الأوروبي، لكن الجماعة الأوروبية للطاقة الذرية ظلت كما كانت في عام 1957 على الرغم من أنها تحكمها مؤسسات الاتحاد الأوروبي.تم تأسيسها بمؤسساتها المستقلة الخاصة بها، لكن معاهدة الاندماج لعام 1967 دمجت مؤسسات الجماعة الأوروبية للطاقة الذرية والجماعة الأوروبية للفحم والصلب مع مؤسسات الجماعة الاقتصادية الأوروبية.
شهدت اتفاقية يوراتوم القليل من التعديلات بسبب الحساسية اللاحقة حول الطاقة النووية في الرأي العام الأوروبي. وقد دفع ذلك البعض إلى القول بأنها عفا عليها الزمن، لا سيما في مجالات الرقابة الديمقراطية. لم يتم تضمينها كجزء من الاتفاقيات (غير المصدق عليها) التي تنشئ دستورًا لأوروبا، والتي سعت إلى دمج جميع الاتفاقيات السابقة، بسبب مخاوف من أن تضمين الطاقة النووية في معاهدة الدستور سيؤدي إلى إثارة المزيد من الناس ضدها. ومع ذلك، فهي واحدة من المعاهدات النشطة للاتحاد الأوروبي.

## روابط خارجية
- وثائق اتفاقية إنشاء الجماعة الأوروبية للطاقة الذرية على موقع Eur-Lex
- نظرة عامة على المعاهدات على موقع EUR-Lex
- وثائق من مفاوضات اتفاقية روما في المحفوظات التاريخية للاتحاد الأوروبي في فلورنسا